# Derek Boateng
Derek Owusu Boateng (nascut el 2 de maig de 1983) és un futbolista professional ghanès, que juga com a centrecampista.